# Mircea Steriade
Mircea Steriade (n. 20 august 1924, București – d. 14 aprilie 2006, Quebec/Canada) a fost un cercetător în domeniul neuroștiinței, profesor de Neurofiziologie la Universitatea "Laval" din Quebec (Canada), format la Școala Românească de Neurologie a lui Gheorghe Marinescu.
Steriade începe studiul medicinii în 1948 la Universitatea din București. Încă din al treilea an al facultății de medicină era preocupat de neuroanatomie, secționând creiere de embrioni umani în laboratorul de anatomie al profesorului Emil Repciuc și examinând la microscop secțiuni din cortexul cerebral în laboratorul de histologie al profesorului Ion T. Niculescu. După absolvirea facultății în 1952, își începe cariera științifică la Institutul de Neurologie "I.P. Pavlov" al Academiei RPR, fiind admis la aspirantură sub conducerea profesorului Arthur Kreindler. În 1955 obține titlul de "candidat în științe medicale" (corespunzător aproximativ titlului actual de doctor în științe medicale), cu o dizertație asupra legăturilor cerebelo-corticale. Rezultatele obținute în urma acestor cercetări au făcut obiectul unei monografii publicate în 1958 împreună cu Arthur Kreindler în limba franceză ("Physiologie et Pathophysiologie du Cervelet", Ed. Masson & Co., Paris). Alt domeniu al preocupărilor științifice din acel timp l-au constituit mecanismele de bază ale crizelor de epilepsie focală. În același timp lucrează și în secția clinică de neurologie a institutului, sub îndrumarea lui Vlad Voiculescu. În anul 1958 obține o bursă ca stagiar post-doctoral în laboratorul de neurofiziologie al Universității din Bruxelles sub conducerea lui Frédéric Bremer.
Studiile sale din Institutl de Neurologie din București asupra relațiilor cortico-subcorticale și crizelor de epilepsie au anticipat lucrările continuate în Canada, cu începere din anul 1968, când devine profesor de neurofiziologie la Universitatea "Laval" din Quebec, funcție în care va rămâne până la sfârșitul vieții.
Steriade este cunoscut în lumea științifică pentru cercetările sale de pionerat asupra operațiilor rețelelor neuronale în sistemele cortico-talamice, care sunt implicate în generarea ritmurilor electrice normale ale creierului la diverse nivele ale stării de conștiință și a ritmurilor patologice din cursul diferitelor tipuri de crize epileptice. El a demonstrat pentru prima dată rolul neuronilor GABAergici din formația reticulată talamică în producerea fusurilor de somn. Folosind înregistrări din creier la animale cu electrozi intracelulari și analizând potențialele electrice din cursul somnului la oameni, Steriade a descoperit un nou tip de ritm cerebral de somn, oscilații lente (<1 Hz), generate intracortical. 
Steriade este autor sau co-autor a mai mult de 400 articole științifice originale publicate în reviste de specialitate și a șapte monografii. Cartea sa, împreună cu Dietmar Biesold, "The Intact and Sliced Brain and Brain Cholinergic Systems", este considerată lucrare de referință în domeniul respectiv. Monografia "Neuronal Substrates of Sleep and Epilepsy", publicată în 2003, a fost prezentată în revista Neuroscience ca "un remarcabil tur de forță al unui maestru al neurofiziologiei integrative".
Mircea Steriade a fost distins de Universitatea din Paris cu medalia "Claude Bernard" (1965), cu diploma de "Distinguished Scientist" din partea Sleep Research Society (1989), cu premiul științific al orașului Quebec (1991), cu diploma "Pierre Gloor" din partea American Society for Clinical Neurophisiology (1998) și cu medalia comemorativă "Gheorghe Marinescu" din partea Academiei Române (2003). Mircea Steriade a fost șef-editor al revistei Thalamus and Related Systems și a făcut parte din consliile redacționale ale revistelor Neuroscience, Archives Italiennes de Biologie, Journal of Sleep Research și Sleep Search Online. Pe 7 aprilie 2003 a participat în București la Sesiunea Științifică a Academiei Române închinată lui Gheorghe Marinescu, cu care ocazie a prezentat referatul "Creier și Stări de Conștiință". Cu acest prilej a fost numit Membru de Onoare al "Academiei de Științe Medicale din România".